# Dominique Bouchet-Doumenq
Dominique Bouchet  ou Bouchet Doumenq du nom de sa femme, né à Avignon le 15 mars 1771, mort à Montpellier le 15 mars 1844, est un botaniste amateur. Il a donné son nom à une plante, la Bouchetia, et est connu pour son herbier, « l’herbier Bouchet-Doumenq », actuellement propriété de la faculté de Montpellier.

## Vie familiale
Pierre Dominique Bouchet, naît à Avignon le 15 mars 1771. Il est baptisé en l’église de Saint-Genest, l’une des sept paroisses de la ville.
Il est le fils de Pierre Simon Bouchet (1748-1814), marchand de « soye », qui fut le premier Président de la chambre de commerce d’Avignon et qui passa à la postérité pour avoir hébergé le capitaine Bonaparte en juillet et août 1793. Son père s’était intéressé à l’agriculture et s’était lancé dans l’acclimatation  de différentes plantes allant jusqu’à traduire en français l’ouvrage espagnol de dom François Tabarés de Ulloa sur la pistache de terre.
Sa mère, Suzanne Thérèse Marie Monier  était la fille de Joseph Marie de Monier, baron des Taillades, qui acquit en 1771 l'hôtel des Taillades, situé au numéro 58 de l’actuelle rue Joseph-Vernet à Avignon.

## Les études de médecines
Nous savons peu de chose sur sa jeunesse et son éducation. C’est en 1794 que sur les conseils du médecin avignonnais Calvet, fondateur du musée Calvet d’Avignon, qu’il décide d’entreprendre des études de médecine à l’école de santé de Montpellier. 
À l’époque en  vertu de la loi du 14 brumaire An III, le département de Vaucluse doit envoyer quatre élèves à l’École de Santé établit à Montpellier.  Avec l’appui des citoyens Guérin et Martin apothicaire pharmacien à Avignon, il obtient le 8 brumaire An VI une délibération favorable du conseil municipal d’Avignon  pour son envoi à l’école de santé de Montpellier.
Nous savons par une lettre du 2 germinal de l’an VI adressée au docteur Calvet  qu’il logeait chez le citoyen Fiau aux maisons brûlées rue d’Arguillerie à Montpellier.  Il lui communique le programme des cours et la liste des professeurs dont le célèbre Chaptal qui après avoir donné 16 leçons des plus intéressantes sur les grands principes de chimie est parti pour Paris.

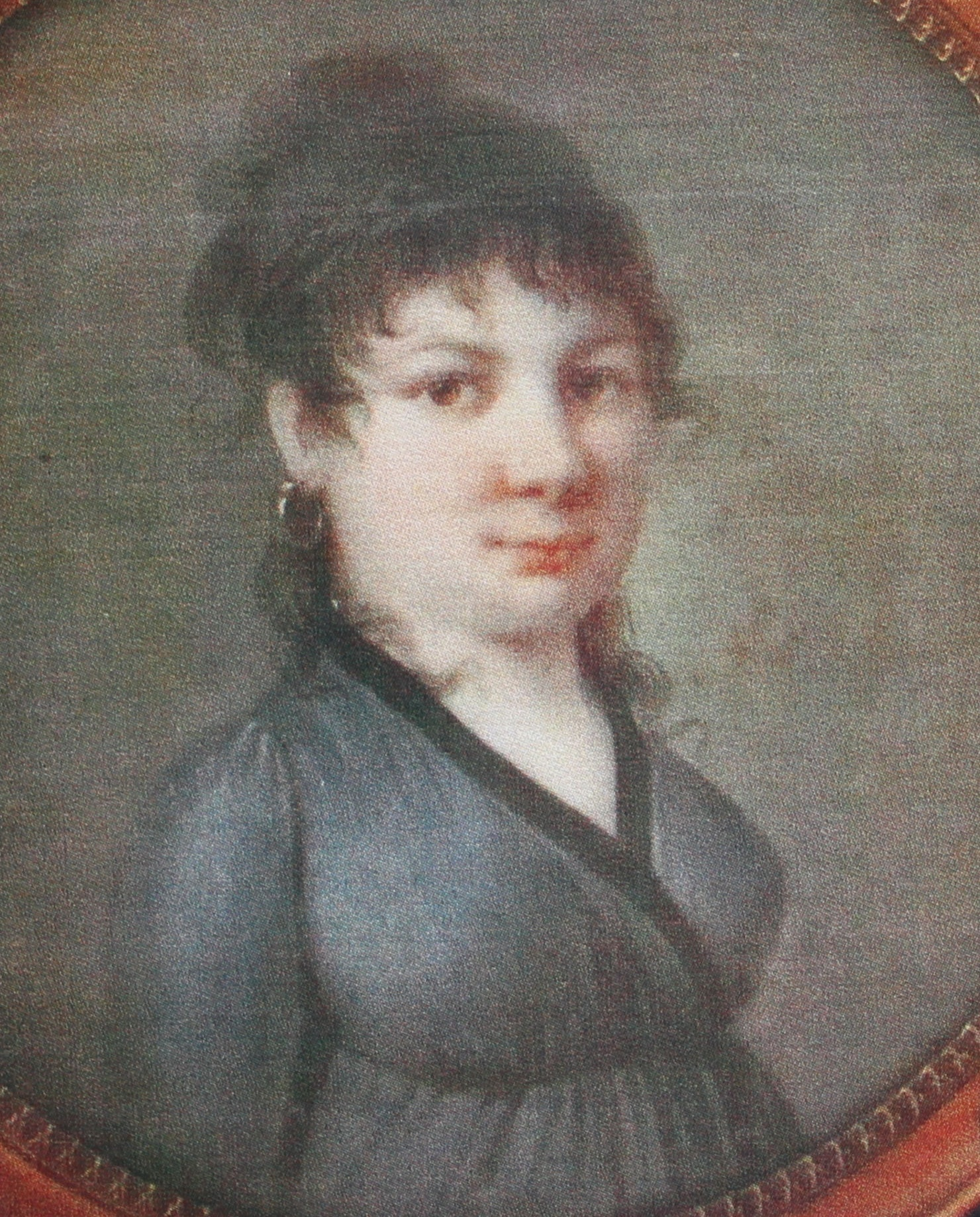
Portrait d'Anne Doumenq

C’est à Montpellier  qu’il épousa le 20 nivôse de l’an VI (9 janvier 1799) avant même d’avoir obtenu son diplôme, une demoiselle Anne Doumenq fille d’un riche négociant de la ville Jean-Baptiste Doumenq et nièce du côté maternel du professeur Pierre Lafabrie (1751-1827) professeur de clinique médicale à la faculté de Montpellier. Elle lui apporta 100 000 livres comme dot et la promesse de 600 000 autres livres. Il put par conséquent passer toute sa vie adulte sans devoir gagner son pain et se livrer à sa passion pour la botanique et l’agronomie. C’est en son honneur qu’il ajouta le nom de son épouse au sien.
Pierre Dominique Bouchet n’exerça jamais la médecine.

## Le botaniste amateur

### L’herbier
Dominique Bouchet-Doumenq avait constitué un herbier considérable connu sous le nom de « herbier Bouchet-Doumenq ". 
Il avait acheté personnellement l’herbier du docteur régent Pierre Chirac (XVIIe siècle), de Cambessèdes, de Pierre Magnol, de Rourieu, de Girard et Salzman.
Cet herbier comprend celui de l'illustre Magnol, et les plantes qu'Auguste Broussonet avaient recueillies aux Canaries et sur le continent de l'Afrique. Il comprend encore l'herbier que l'abbé Durand, conservateur de la Faculté de médecine, avait formé à Tanger et à Gibraltar. Les relations qu'il avait avec Steven lui avait procuré des plantes du Caucase; il en avait aussi reçu de Mertens, et de M. le capitaine de vaisseau Bérard qui lui avait rapporté des Algues de son grand voyage à bord de l'Uranie. Mais ce qui rend surtout cet herbier très précieux, ce sont des doubles des espèces de Pavon, étiquetés par le botaniste espagnol.
Cet herbier deviendra la propriété de la faculté de Montpellier après sa mort. Dunal nommé professeur à la Faculté des Sciences en 1810 et ses successeurs progressivement l’enrichiront.
L’herbier universitaire de Montpellier se place avec celui de Lyon, en dixième position des plus importants herbiers du monde et à la deuxième place française. Le nombre de types présents dans les collections de Montpellier a été évalué à plus de 50 000 spécimens.

### Bouchetia
Le genre Bouchetia  dans la famille des Solanaceae lui a été dédié en son honneur.

### Les publications

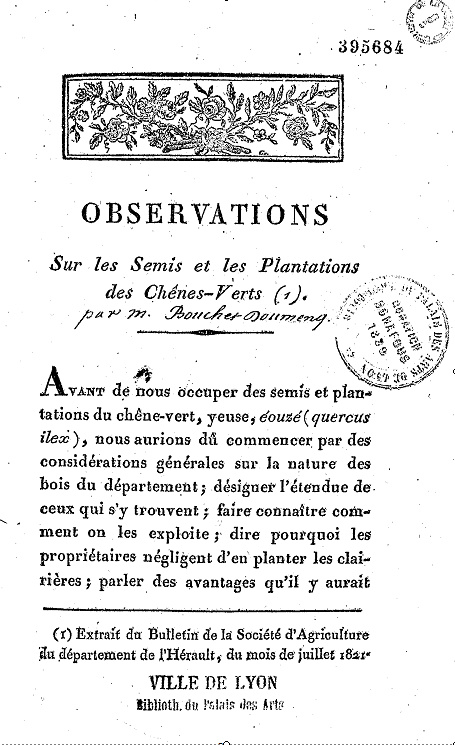

Dominique Bouchet était membre de la Société d'agriculture de l'Hérault.
Il s'intéressait non seulement à l'étude des plantes en général mais également à la culture de celles qui pouvait intéresser son pays.
Il a publié plusieurs opuscules dans les bulletins de la société d'agriculture de l'Hérault :
- Essai sur l'embellissement de la petite propriété rurale ;
- Observation sur les semis  et les plantations des chênes verts (Bulletin de la société d’agriculture du département de l’Hérault du mois de juillet 1821) ;
- Rapport fait à la Société d’agriculture de l’Hérault, sur la description de plusieurs instruments nouveaux pour conserver et améliorer les Vins (Bulletin de la société d’agriculture du département de l’Hérault du mois de mars 1825) ;
- Notice sur des fosses découvertes sous le pavé de plusieurs rues de la ville de Montpellier  (Bulletin de la société d’agriculture du département de l’Hérault du mois de mars 1825) ;
- Fragment d’agronomie (Bulletin de la société d’agriculture du département de l’Hérault 1831) ;
- Notice sur les cyprès et en particulier de l’espèce horizontale, connue dans ce pays sous le nom d’arbre de Montpellier (Bulletin de la société d’agriculture du département de l’Hérault du mois de juillet 1823) ;
- Notice sur le Platane (Bulletin de la société d’agriculture du département de l’Hérault du mois de décembre 1822) ;
- Observations d’agronomiques (Bulletin de la société d’agriculture du département de l’Hérault du mois de janvier 1831) ;
- Essai sur la reproduction spontanée des truffes (1835) ;
- Nouvelle observation sur la production des truffes ;
- Notice sur l'arachide (1838) ;
- Examen de cette question : convient-il de cultiver les pins dans le Midi ? (1839) ;
- Observation sur le remplacement des arbres des promenades publiques de Montpellier. (1840) ;
- Note sur la taille des arbres (1841) ;
- Observation sur l'aclimatisation du cyprès chauve (1841) ;
- Nouvelles observations sur la production des truffes ;
- Quel nom faut-il donner au platane que nous cultivons ? (1841) ;
- Note sur quelques plantations d'oliviers.

## L'érudit
Durant le premier quart du XIXe siècle Bouchet eu une correspondance concernant ses intérêts intellectuels.
Leurs auteurs étaient des avocats, des abbés et d'autres médecins partageant ses enthousiasmes pour la botanique ou l'agronomie. Il en eu trente neuf dont six permanents. Il avait un réseau étendu qui comprenait un Caennais, des Espagnols, des Allemands et un Suisse Johann Jakob Römer (1736-1819) médecin et zurichois professeur à l'institut médico-légal de Zurich et rédacteur de plusieurs journaux botaniques. On citera également Antoine Gouan(1733-1821), le doyen des botanistes montpelliérains. Chose inattendue il existe une correspondance permanente entre 1814 et 1831 avec une madame Siméon. Il ne s'agit pas d'une correspondance érudite au sens strict, mais concerne le commerce du vin.
Dominique Bouchet était également un collectionneur. On lui connaît une belle collection de mollusques, une collection de près de 1 200 insectes indigènes et exotiques, des dessins indiens  de la plus piquante originalité et du plus grand éclat de colories. Il collectionnait également les incunables dont un exemplaire extrêmement rare de la ymitation de Jésus-Christ, imprimé à Toulouse, par "Me Henric Mayer Alama, l'an de grâce 1488 et le 28e jour de may."

## Le propriétaire foncier
Il habitait près de la halle une antique maison à portique dénommée « maison Bouchet » rue du plan du Palais à Montpellier. 
Lors de ses séjours à Avignon, il séjournait au Pontet, quartier d’Avignon aujourd’hui commune indépendante, dans la propriété de La Verdette, domaine que son père avait acquis en 1782 à la suite de la saisie opérée sur le peintre Jean Pillement (1728-1808) peintre du roi de Pologne et de Marie-Antoinette. C'est dans cette propriété vers 1865 qu'un ami de son fils Charles, le philosophe Charles Renouvier, viendra s'installer.

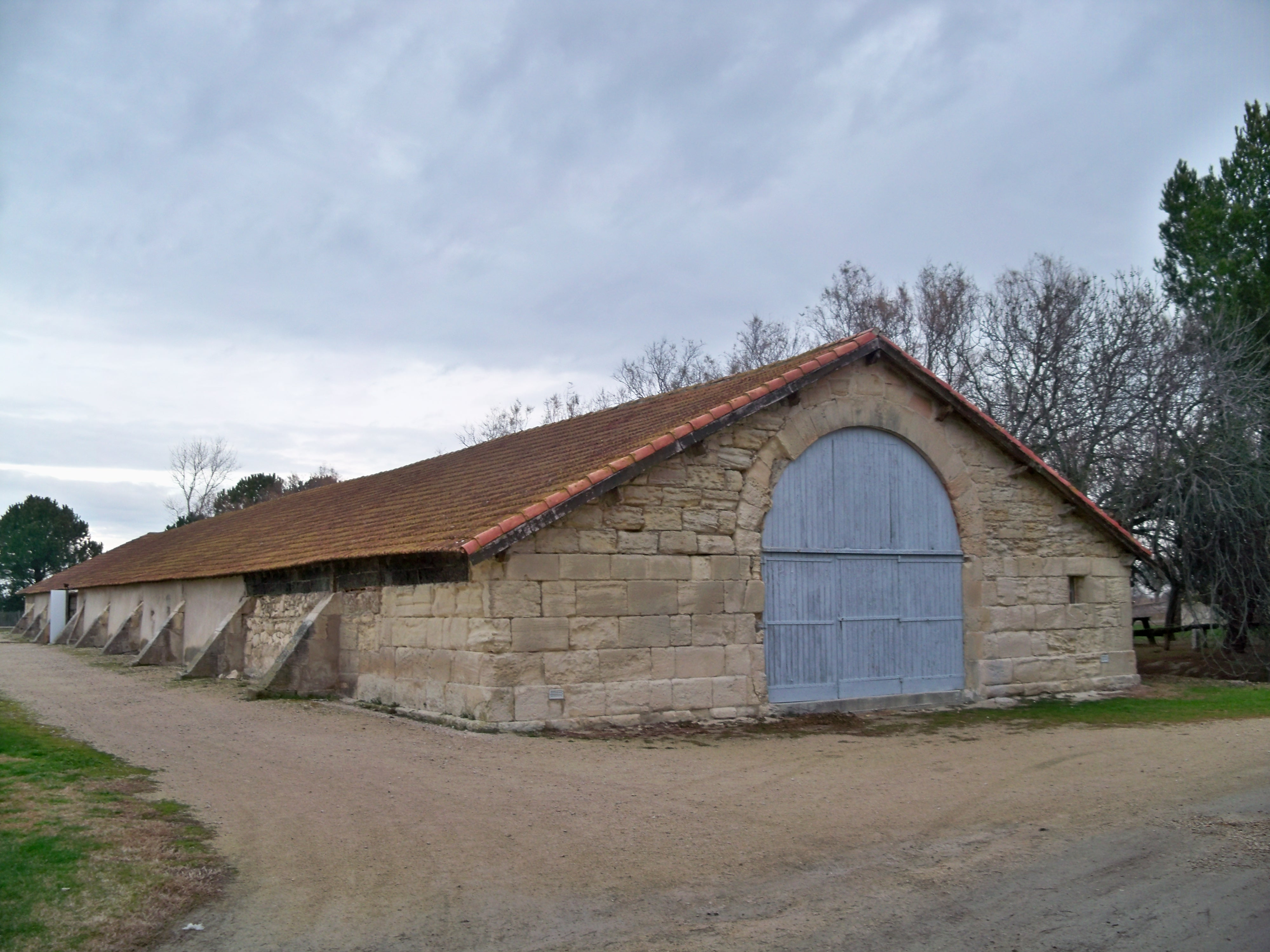
Mas du pont de Rousty Musée de la Camargue

Il possédait des propriétés foncières dans l'Hérault, le Vaucluse, les Bouches-du-Rhône, dont le mas des Merles et le mas du Pont-de-Rousty qu'il avait acquis en 1807 actuellement musée de la Camargue.

## Pour approfondir
Mémoires et souvenirs (1778-1841) de Augustin-Pyramus de Candolle, Jean-Daniel Candaux, Jean-Marc Drouin et Patrick Bungener